# لس بکستر
 لِس بَکستر (انگلیسی: Les Baxter؛ ۱۴ مارس ۱۹۲۲ – ۱۵ ژانویهٔ ۱۹۹۶) خواننده، آهنگساز و رهبر ارکستر اهل ایالات متحده آمریکا بود.
از فیلم‌هایی که وی در آن‌ها نقش داشته‌است، می‌توان به دکتر گلدفوت و دختران آتشپاره اشاره نمود.